# Pagode Shwesandaw

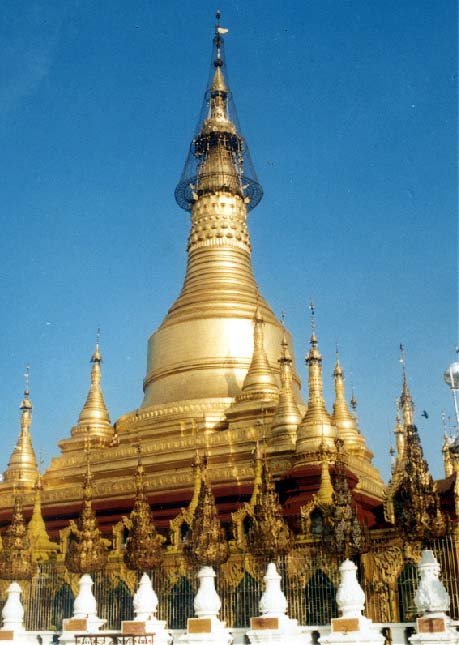
Pagoda Shwesandaw em Pyay.

O Pagode Shwesandaw, ou Shwesandaw Paya, é um pagode budista no centro de Pyay (Prome), Birmânia. É um dos mais importantes locais de peregrinação budista em Birmânia. Ele contém um pouco de cabelo de Buda (o nome significa cabelo Templo Dourado).
Renovado no XVIII século, o pagode Shwesandaw é um metro mais alto do Pagode Shwedagon em Rangoon.